# Shenandoah (Teksas)
Shenandoah je grad u američkoj saveznoj državi Teksas. Prema popisu stanovništva iz 2010. u njemu je živjelo 2.134 stanovnika.